# Aleix de Marimon-Jafre i de Comallonga
Aleix de Marimon-Jafre i de Comallonga (Girona, c. 1570 — ?, 1643) va ser un funcionari reial, capità del castell de Salses i governador de Catalunya (1613-1639).
Senyor de Jafre i Palol, pertanyia a un antic llinatge català que es remunta al segle xiii.

## Biografia
La major part de la seva vida fruí d’una forta posició social i d’influents relacions a la cort.
Va ser armat cavaller de Sant Jaume el 17 de gener de 1601, i va servir en la guerra de Flandes, durant el govern del duc de Parma.
Aleix de Marimón s'havia casat en primeres núpcies amb Peronella de Roger de Cerveró, vídua de Guillem-Ramon de Sunyer, mare de tots els seus fills, i en segones noces amb una germana del comte de Vallfogona, Anna de Pinós de Fenollet.

## Activitat política
Col·laborà en l’expulsió dels moriscos de la corona catalanoaragonesa, i el 1611 fou designat com un dels tres comissaris tramesos a Andalusia contra els reductes de moriscos.
El 17 de març de 1618 va vendre el castell als veïns de Jafre, perquè els constants litigis per l'oposició dels jafrencs comportaven maldecaps desproporcionats al rendiment que n'obtenia.
El 1639 va assistir el virrei en la campanya per a la recuperació de Salses.
La seva conducta en el càrrec de governador de Catalunya el féu impopular, doncs al seu fort temperament cal afegir que era amant de les parcialitats i poc atent a l’exacte compliment de la Llei.
Inclinat al bàndol dels cadells, combaté el dels nyerros, i principalment Alexandre d'Alentorn i de Botella, senyor de Seró i diputat militar inculpat de ser amic personal de Perot Rocaguinarda i de mantenir tractes amb la quadrilla del bandoler Antoni Miquel Domingo i Casanovas, àlias El Sastre Domingo.
L'any 1626, Aleix de Marimon es va instal·lar a Vic per combatre el bandolerisme de forma més efectiva, en ser-ne un dels epicentres. Per la seva correspondència amb el rei Felip IV se sap que els seus homes es van enfrontar amb les quadrilles de Serrallonga i dels germans Margarit.
Els darrers anys, però, mantingué una actitud passiva enfront del bandolerisme i fou quasi impossible fer-lo sortir de Barcelona, on s'havia instal·lat.